# Основа (галерея)
Osnova (Осно́ва) — московская галерея, работающая с молодыми российскими и европейскими художниками.

## История
Галерея Osnova, созданная в 2014 году, стремится совместить в себе качества классической культурной институции и современной арт-площадки, включенной в общемировой контекст и освещающей актуальные художественные процессы.
Взаимодействуя с отечественными и зарубежными кураторами и художниками, среди которых Александра Сухарева, Тоби Майер, Евгений Антуфьев, Хеннинг Штрасбургер, Кирилл Савченков, Доменико де Кирико, Ника Неелова и другие, галерея Osnova способствует трансляции особого подхода к художественной деятельности, видения и понимания того, что такое современное искусство сегодня.

## Osnova off-site
Osnova Off-site — это программа внешних выставочных проектов, которые выходят за рамки пространства галереи. С фокусом на молодых авторов и персональные проекты, представленные на новых экспериментальных площадках, она нацелена на диалог с внешним контекстом и исследованием современных состояний культуры в новом меняющемся мире.

## Художники, сотрудничающие с галереей или участвовавшие в проектах
- Андрей Богуш
- Юлия Иосильзон
- Даша Кудинова
- Ника Неелова
- Елена Попова
- Рауль Диас Рейес (Raúl Díaz Reyes)
- Кирилл Савченков
- Александра Сухарева
- Марго Трушина
- Хеннинг Штрасбургер (Henning Strassburger)
- Дуня Захарова
- Ольга Гротова
- Екатерина Соколовская
- Никита Алексеев
- Андрей Покровский
- Илья Кукушкин
- Юлия Спиридонова
- Паруйр Давтян
- Самуэль Сальседо (Samuel Salcedo)
- Карла Шайн (Carla Chaim)
- Сандра Синто (Sandra Cinto)
- Албану Афонсу (Albano Afonso)
- Карлус Нунес (Carlos Nunes)
- Динг Муза (Ding Musa)

## Наиболее значимые выставки
- 2014 — «Обратное преобразование», Даша Кудинова
- 2014 — «Вот почему я легок, легок как воскресное утро», Самуэль Сальседо[1]
- 2015 — «Generation U» (коллекция Ульяны Овчаренко, куратор — Евгений Антуфьев)
- 2015 — «Любое ощущение послал бог», Виктория Марченкова[2]
- 2015 — «Ни ты, ни я», Юлия Спиридонова (куратор — Кирилл Адибеков)[3]
- 2015 — «Новые работы», Даша Кудинова
- 2016 — «Proposals», Андрей Богуш[4].
- 2016 — «Вымершие виды», Дуня Захарова (куратор — Евгений Антуфьев)[5]
- 2016 — «Patterns», Рауль Диас Рейес[6][7][8][9]
- 2016 — «Практики пленэра», Виталий Барабанов[10]
- 2016 — «Когда воздух становится дыханием», Марго Трушина (куратор — Саша Бурханова)[11]
- 2016 — «A Great Sum (In Parts)» (кураторы — Юлия Спиридонова, Бен Альпер, Нат Уорд).[12]
- 2016 — «Одинокий Нарцисс», Олег Доу (куратор — Саша Бурханова)[13][14][15]
- 2017 — «- 77,8 °C», Дуня Захарова
- 2017 — «Blue. Seventeen», Ольга Гротова, Ника Неелова, Елена Попова (куратор — Саша Бурханова)
- 2017 — «Plastic Cultura», Виталий Барабанов (куратор — Аяна Чигжит)
- 2017 — «Комната ожидания», Паруйр Давтян (куратор — Евгений Антуфьев)
- 2017 — «Code», групповая выставка бразильских художников (Сандра Синту, Карла Шайнь, Албану Афонсу, Карлус Нунес, Динг Муза)
- 2017 — «Скажи мне net», групповая выставка художников галереи
- 2017 — «Декады», Андрей Богуш и Богдан Абложный
- 2017 — «Overtones», Илья Кукушкин
- 2017 — «Механический жук», Ян Гинзбург (куратор — Маша Калинина)
- 2018 — «Настоящим удостоверяется», Елена Попова
- 2018 — «Air Conditioner», Хеннинг Штрасбургер
- 2018 — «Not for sale» (куратор — Александра Киселёва)
- 2018 — «Без текста», Даша Кудинова, Виталий Барабанов
- 2018 — «Я врываюсь в твой дом… Архивная копия от 29 ноября 2021 на Wayback Machine»
- 2018 — «Хрупкие вещи Архивная копия от 29 ноября 2021 на Wayback Machine»
- 2019 — «Пятно и вспышка Архивная копия от 29 ноября 2021 на Wayback Machine», Колин Пенно, Рауль Диас Рейес
- 2019 — «СОВПИС Архивная копия от 29 ноября 2021 на Wayback Machine», Ян Гинзбург
- 2019 — «2016-19 Архивная копия от 29 ноября 2021 на Wayback Machine», Александра Сухарева
- 2019 — «ОКСИТОЦИН Архивная копия от 29 ноября 2021 на Wayback Machine», Марго Трушина
- 2019 — «Мутант Архивная копия от 29 ноября 2021 на Wayback Machine», Олег Доу
- 2020 — «Why this moon? Архивная копия от 29 ноября 2021 на Wayback Machine», Никита Алексеев, Андрей Богуш
- 2020 — «Invisible Power Архивная копия от 29 ноября 2020 на Wayback Machine», Юлия Иосильзон
- 2020 - «Great Hammerhead Архивная копия от 29 ноября 2021 на Wayback Machine», Никита Василенко и Алексей Щигалев. При участии Ольги Широкоступ
- 2020 — «Paranoia Strikes Deep Архивная копия от 29 ноября 2021 на Wayback Machine», Talia Chetrit, Andy Hope 1930, JPW3, Henning Strassburger, Alexandra Sukhareva, Philipp Timischl, Anna Virnich, Jan Zöller.
- 2021 — «This is big big big / This is small small small Архивная копия от 29 ноября 2021 на Wayback Machine», Екатерина Соколовская и Карла Шайн, куратор: Анна Заведий
- 2021 — «Monasticon Universum Архивная копия от 29 ноября 2021 на Wayback Machine», Андрей Покровский (в рамках программы Osnova off-site, Москва, Тверская ул., 3, −2 этаж здания отеля the Ritz-Carlton)
- 2021 — «de nos jours Архивная копия от 29 ноября 2021 на Wayback Machine», Emanuel de Carvalho, Jean-Philippe Dordolo, Jack Jubb, Ruoru Mou, Andrei Pokrovskii, Margo Trushina, Куратор: Domenico de Chirico (в рамках программы Osnova off-site, Лондон)

## Участие галереи в ярмарках современного искусства
- Cosmoscow, Москва, Россия
- Loop Art Fair, Барселона, Испания
- Untitled, art Fair, Сан-Франциско, США
- not cancelled, онлайн-ярмарка
- Liste Basel, Швейцария
- Art Berlin, Германия
- Art-O-Rama, Марсель, Франция
- Frieze London, Великобритания
- Code Art Fair, Копенгаген, Дания
- DAMA Art Fair, Турин, Италия